# La Serena (Chile)
La Serena ist die zweitälteste Stadt Chiles. Sie liegt in der Region Coquimbo im Kleinen Norden und hat 196.178 Einwohner (Stand: 2017). Sie ist bekannt für ihre Bauten im Kolonialstil und wird auch als eine Art Oase inmitten der Wüste wahrgenommen. Die Agglomeration La Serena-Coquimbo ist die viertgrößte des Landes.

## Geografie
La Serena liegt direkt am Pazifik, etwa 470 km nördlich von Santiago, unweit der Stadt liegt Coquimbo. Östlich liegt das Valle del Elqui. Es wird vom Río Elqui gebildet und ist das nördlichste Weinanbaugebiet Chiles. Unmittelbar hinter der Stadt erhebt sich der Cerro Grande.

## Geschichte

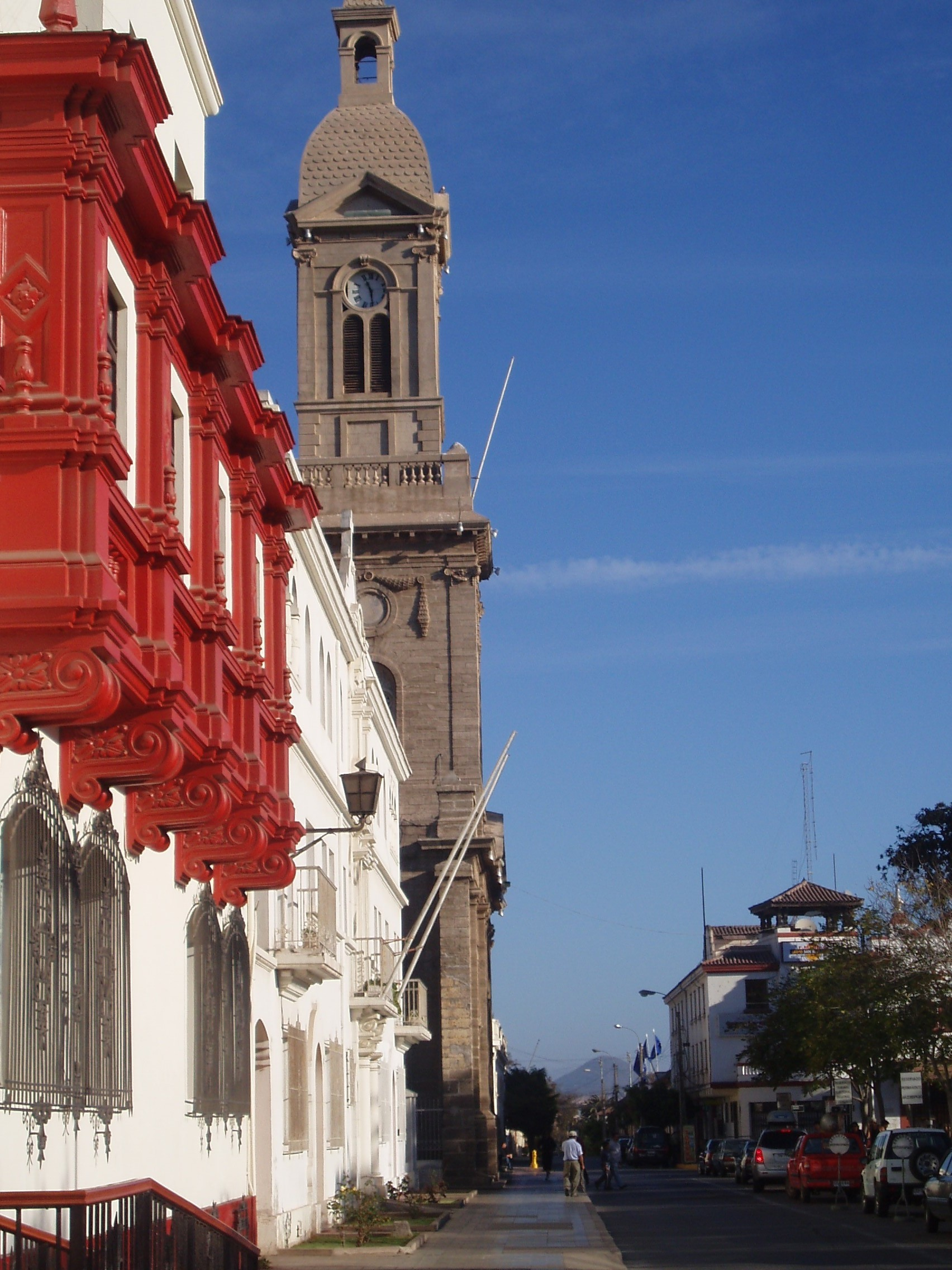
Calle Los Carrera de la Serena mit Kathedrale

La Serena ist die zweitälteste Stadt Chiles. Juan Bohón gründete sie am 15. November 1543 als Seehafen zur Verbindung zwischen Santiago de Chile und Lima in Peru. Die Stadt wurde allerdings am 22. Juli 1549 durch Angriffe der Ureinwohner wieder zerstört. Francisco de Aguirre gründete sie am 26. August 1549 praktisch erneut und nannte sie San Bartolomé de La Serena. Am 4. Mai 1552 verlieh der spanische König Karl V. der Stadt offiziell den Namen La Serena.
Die Stadt war häufigen Angriffen englischer Piraten, wie Bartholomew Sharp 1680 und Edward Davis 1686 ausgesetzt. Um 1700 wurde sie zur Festung gegen Piratenangriffe ausgebaut. 1801 und 1847 wurde die Stadt von schweren Erdbeben getroffen.
Seit 1840 ist die Stadt Sitz eines römisch-katholischen Bistums, das 1939 zum Erzbistum La Serena erhoben wurde.
Um 1920 wurde die Stadt durch große Eisenerz-Funde zu einem wichtigen Hafen.

## Wirtschaft
La Serena ist ein beliebtes Touristenziel. Die Stadt liegt an der Panamericana. Etwa 6 Kilometer östlich des Stadtzentrums befindet sich der Flughafen La Florida, der La Serena mit dem Rest des Landes verbindet.

## Klima
Die Temperaturen liegen im Jahresmittel bei knapp 14 °C. Es regnet kaum. In La Serena fängt bereits die Atacamawüste an, dennoch gibt es öfter Wolken.
|                       | Jan  | Feb  | Mär  | Apr  | Mai  | Jun  | Jul  | Aug  | Sep  | Okt  | Nov  | Dez  |   |      |
| Mittl. Tagesmax. (°C) | 21,4 | 21,4 | 20,3 | 18,4 | 16,9 | 15,8 | 15,5 | 15,7 | 16,4 | 17,4 | 18,5 | 20,0 | ⌀ | 18,1 |
| Mittl. Tagesmin. (°C) | 14,0 | 14,0 | 13,2 | 11,0 | 9,6  | 8,1  | 7,6  | 8,2  | 8,9  | 9,8  | 11,2 | 12,6 | ⌀ | 10,7 |
|                       |      |      |      |      |      |      |      |      |      |      |      |      |   |      |
| Niederschlag (mm)     | 0,2  | 0,1  | 0,8  | 0,9  | 11,1 | 20,8 | 31,9 | 15,2 | 3,1  | 1,6  | 0,3  | 0,2  | Σ | 86,2 |
|                       |      |      |      |      |      |      |      |      |      |      |      |      |   |      |
| Sonnenstunden (h/d)   | 8,0  | 7,8  | 6,6  | 5,6  | 6,4  | 4,5  | 4,8  | 5,5  | 5,5  | 6,9  | 6,1  | 8,1  | ⌀ | 6,3  |
|                       |      |      |      |      |      |      |      |      |      |      |      |      |   |      |
| Regentage (d)         | 1    | 0    | 1    | 1    | 2    | 3    | 3    | 3    | 2    | 2    | 1    | 1    | Σ | 20   |
|                       |      |      |      |      |      |      |      |      |      |      |      |      |   |      |
| Luftfeuchtigkeit (%)  | 80   | 82   | 85   | 86   | 85   | 84   | 84   | 85   | 84   | 82   | 81   | 80   | ⌀ | 83,2 |

| 14,0 |

| 14,0 |

| 13,2 |

| 11,0 |

| 9,6 |

| 8,1 |

| 7,6 |

| 8,2 |

| 8,9 |

| 9,8 |

| 11,2 |

| 12,6 |

| 14,0 |

| 14,0 |

| 13,2 |

| 11,0 |

| 9,6 |

| 8,1 |

| 7,6 |

| 8,2 |

| 8,9 |

| 9,8 |

| 11,2 |

| 12,6 |

## Sehenswürdigkeiten
Herz der Stadt ist die Plaza de Armas mit ihrer Kathedrale und weiteren Kirchen. Es gibt kleine Märkte und gemütliche Einkaufsstraßen. Die Stadt hat mehrere Museen zu bieten.
Es gibt mehrere Badestrände mit weißem Sand.
Ein Tagesausflug zur Isla Damas bietet sich an, ebenso Ausflüge in die Täler der Region.
Sehr empfehlenswert ist außerdem ein Abstecher ins nahe gelegene Valle del Elqui, Standort von mehreren international bedeutenden Weltraumobservatorien, wo angeblich nachts der klarste Sternenhimmel der Welt zu beobachten ist. Aber auch tagsüber hat das Tal seine Reize: Die durch den Fluss bewässerte, in üppigen Grüntönen vorhandene Vegetation steht in beeindruckendem Gegensatz zur semi-ariden Umgebung. So hat man das Gefühl, in einer etwas anderen Welt zu sein, in einer eigentlichen Oase.

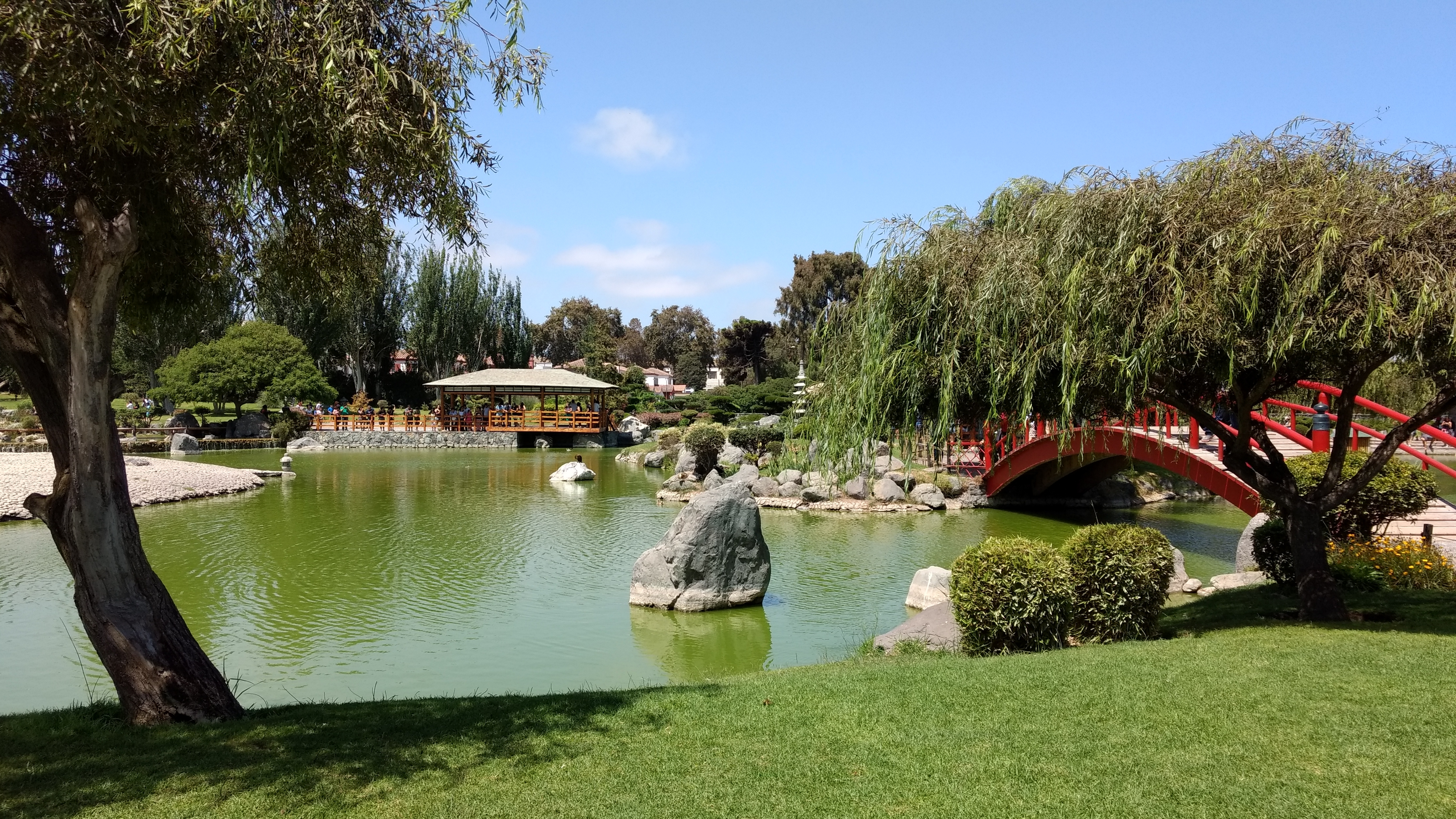
Der japanische Garten
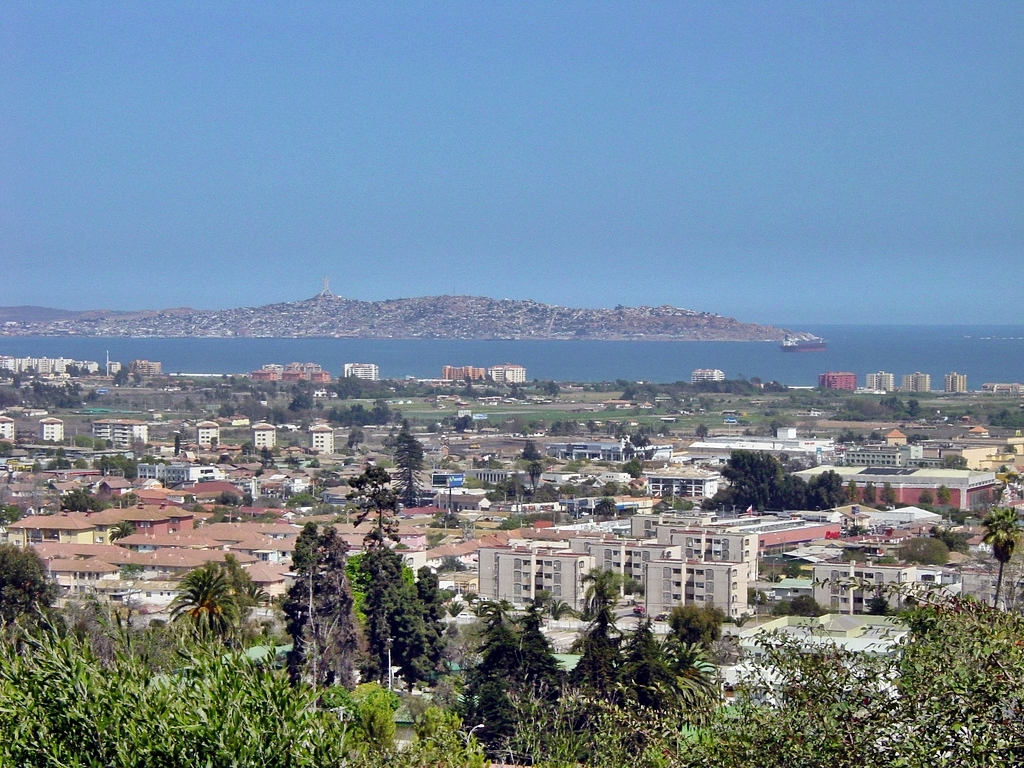
La Serena und Coquimbo
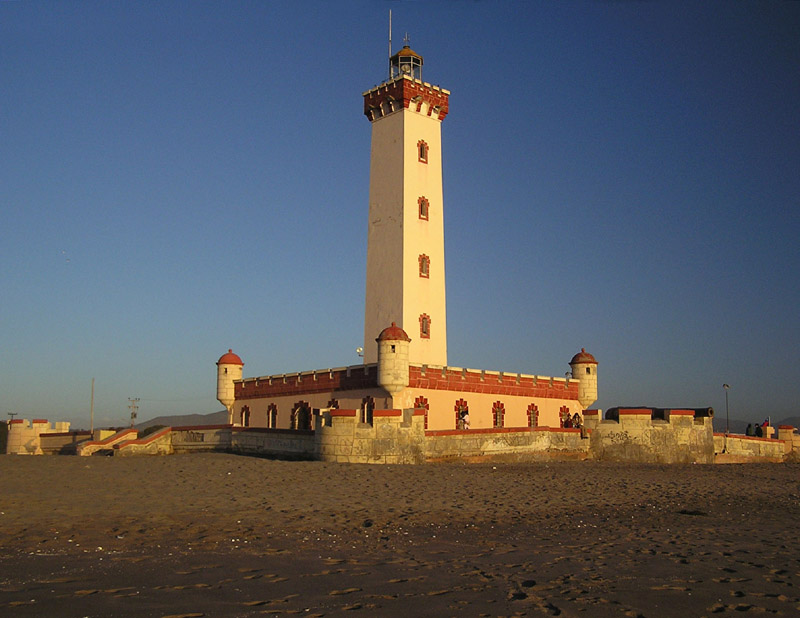
Der Leuchtturm
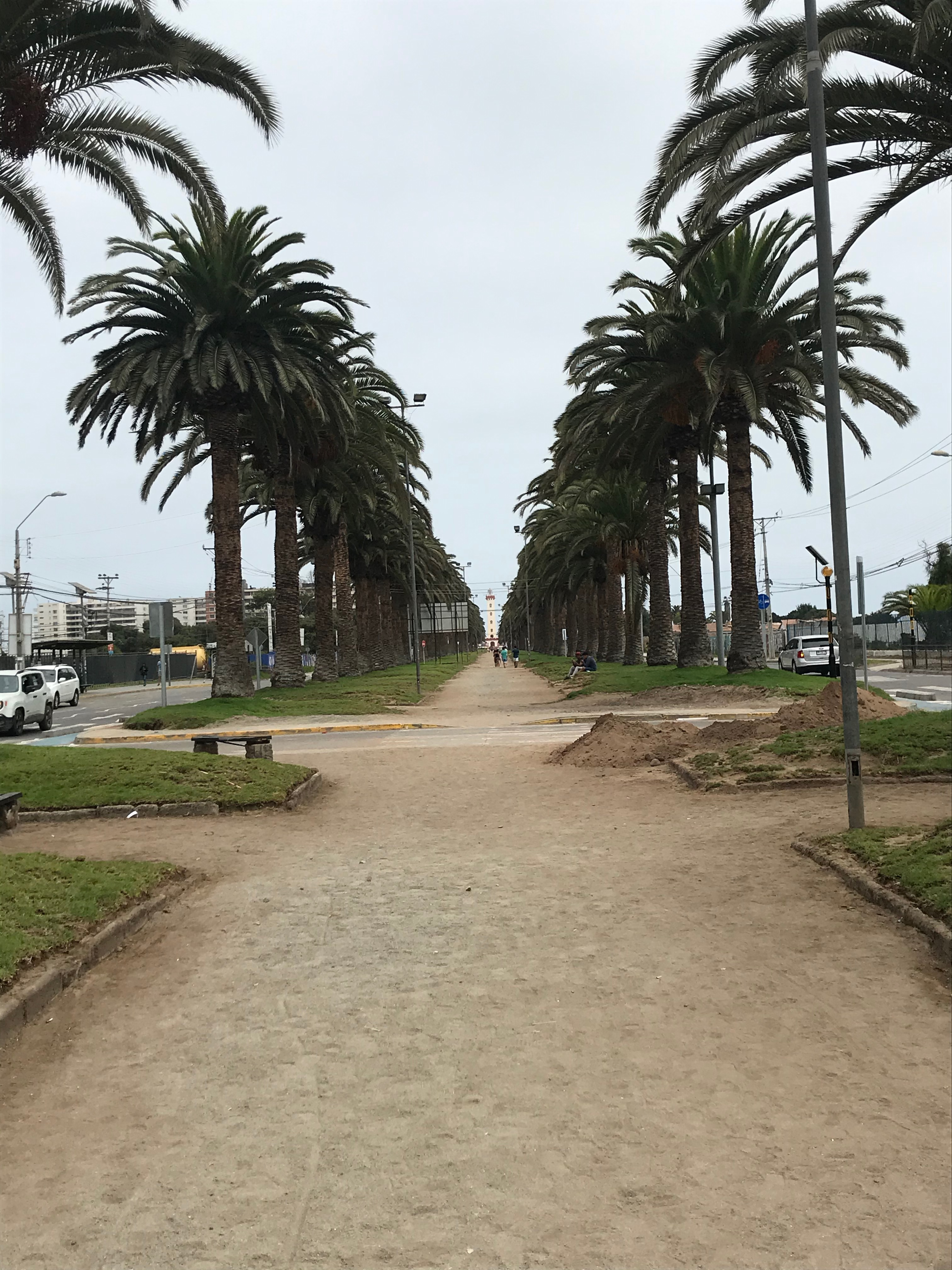
Die Avenida Francisco de Aguirre mit Blick auf den Leuchtturm

## Sternwarten
Aufgrund der gewöhnlich sehr guten Qualität des Nachthimmels in der dünn besiedelten und durch das wüstennahe Klima begünstigten Umgebung der Stadt ist La Serena Sitz mehrerer großer astronomischer Beobachtungseinrichtungen, darunter das Las-Campanas-Observatorium und die Interamerikanische Sternwarte auf dem Cerro Tololo.

## Städtepartnerschaften
- Millbrae, Kalifornien,  Vereinigte Staaten
- Hilo, Hawaii,  Vereinigte Staaten

## Söhne und Töchter der Stadt
- Alberto Guerrero (1886–1959), chilenisch-kanadischer Komponist, Pianist und Klavierlehrer
- Manuel Magallanes Moure (1878–1924), Schriftsteller und Literaturkritiker
- Bartolomeo Blanche Espejo (1879–1970), Politiker und Militäroffizier
- Gabriel González Videla (1898–1980), Politiker
- Jorge Urrutia Blondel (1905–1981), Komponist
- José Cademartori (* 1930), Politiker, Wirtschafts- und Politikwissenschaftler
- Ramiro Cortés (1931–2016), Fußballspieler
- Pedro Morales Torres (1932–2000), Fußballspieler und -trainer
- Alejandro Guillier (* 1953), Soziologe, Journalist und Politiker
- José Luis Álvarez (* 1960), Fußballspieler
- Juan Mauricio Castillo Balcázar (* 1970), Fußballspieler
- Pedro Carmona-Alvarez (* 1972), norwegischer Roman-Schriftsteller, Lyriker und Musiker
- Francisco Rojas (* 1974), Fußballspieler
- Carlos Villanueva Rolland (* 1986), Fußballspieler
- Pepe Aguirre († 1988), Tangosänger
- Claudio Jopia (* 1991), Fußballspieler
- Maximiliano Guerrero (* 2000), Fußballspieler
- Cris MJ (* 2001), Reggaeton-Sänger